# 细柄凤仙花
细柄凤仙花（学名：Impatiens leptocaulon）为凤仙花科凤仙花属的植物，为中国的特有植物。分布在中国大陆的湖北、四川、贵州、重庆、云南、湖南等地，生长于海拔1,200米至2,000米的地区，一般生长在山坡草丛中、阴湿处和林下沟边，目前尚未由人工引种栽培。

## 别名
痨伤药（贵州） 冷水七（湖北） 冷水丹、红冷草（湖南）